# Nightmare 3 - I guerrieri del sogno
Nightmare 3 - I guerrieri del sogno (A Nightmare on Elm Street 3: Dream Warriors) è un film horror del 1987 diretto da Chuck Russell su sceneggiatura di Wes Craven e con protagonista Freddy Krueger.
La pellicola è il terzo film del franchise di Nightmare ideato da Wes Craven e con Robert Englund.

## Trama
1987, Ohio. 1 anno dopo che Jesse Walsh fu posseduto da Freddy Krueger, Kristen Parker viene rimproverata da sua madre Elaine per essere rimasta sveglia fino a tardi mentre costruiva una casa di cartapesta così Kristen, seppur riluttante, obbedisce e va a letto ma, nel sonno, la ragazza si ritrova all'interno della casetta - che ha le sembianze del n° 1428 di Elm Street - e viene inseguita da Freddy Krueger. Per fortuna Kristen si risveglia e si convince che era solo un incubo ma, quando va in bagno a rinfrescarsi, Freddy riappare e le taglia il polso destro così Elaine, raggiunta Kristen in bagno, crede che la figlia abbia tentato di suicidarsi e la fa ricoverare all'ospedale psichiatrico Westin Hills Mental Institution dove viene calmata dalla psichiatra Nancy Thompson.
Nancy, da poco entrata nello staff, viene affiancata al Dr. Neil Goldman (in originale Neil Gordon) e introdotta agli altri ragazzi che lui segue nel reparto di chi soffre di problemi del sonno: il costruttore di marionette e sonnambulo Phillip Anderson, l'aspirante attrice Jennifer Caulfield, l'ostile Roland Kincaid, l'ex-tossicodipendente Taryn White, il paraplegico Will Stanton e Joey Crusel, rimasto traumatizzato dagli incubi al punto che ora si rifiuta di parlare, a cui si aggiunge Kristen. È così che Nancy scopre che questi ragazzi hanno dei poteri particolari e insieme possono sconfiggere Freddy essendo i guerrieri del sogno.
La sera, quando Kristen va a dormire, viene nuovamente attaccata da Freddy ma, avendo la facoltà di portare nei propri incubi altre persone, invoca Nancy, che riesce a raggiungerla e a trarla in salvo. Non avendo potuto prendere Kristen, Freddy se la prende con gli altri ragazzi a partire da Phillip - Freddy, strappategli strisce di muscoli lungo i polsi e le caviglie per controllarlo come una marionetta umana, fa camminare fino al campanile dell'ospedale e lo fa cadere giù - e Jennifer - la quale viene afferrata da Freddy, trasformatosi in un televisore, e fatta schiantare nello schermo.
Dopo che, durante il funerale di Jennifer, Neil incontra Suor Mary Helena, che dopo aver scambiato due parole con lui, sparisce nel nulla, lui e Nancy dopo aver somministrato ai ragazzi l'Hypnocil, un farmaco sperimentale che impedisce di sognare quando si dorme, li portano in uno stato di sonno simultaneo con l'ipnosi ma, mentre sono distratti a testare le loro capacità nel mondo dei sogni, Freddy prende in disparte Joey e lo attacca riducendolo in stato di coma nella realtà mentre gli altri riescono a risvegliarsi in tempo.
Saputo che Nancy e Neil hanno somministrato l'Hypnocil senza permesso, l'amministratore dell'ospedale, il Dr. Carver, li licenzia e Neil, mentre lascia l'ospedale, incontra nuovamente suor Mary Helena che gli rivela che Freddy Krueger era il figlio di Amanda Krueger, una giovane infermiera del Westin Hills Mental Institution  rimasta incinta di lui dopo essere stata accidentalmente chiusa, durante le ferie natalizie, nel reparto dei pazzi violenti che la stuprarono per giorni; la suora spiega inoltre che Freddy è un'anima dannata che non ha pace e che, per placarlo, devono ritrovare i suoi resti, benedirli e seppellirli in terra consacrata. È così che Nancy, sapendo che tra i genitori che uccisero Freddy c'erano anche i suoi, contatta suo padre Donald che sa dove nascosero i resti dell'infanticida.
Mentre Niel e Donald vanno a seppellire i resti in terra consacrata, Nancy, avvisata dai ragazzi superstiti - Roland , Taryn e Will - che Kristen è stata rinchiusa in una cella di isolamento dalla cinica Dr.ssa Elizabeth Simms e sedata, torna all'ospedale psichiatrico e, per fortuna, viene fatta entrare nonostante il divieto dall'infermiere Max Daniels.
Nancy, Roland , Taryn e Will, in una stanza, e Kristen, in un'altra, cadono contemporaneamente in un sonno profondo e si ritrovano insieme nel sogno di Kristen ma, prima di poter fare qualsiasi cosa, Freddy li attacca, li separa e uccide Taryl - infilzandogli delle siringhe sulle braccia - e Will - lo artiglia col suo guanto. Mentre Nancy, Kristen e Roland riescono a riunirsi e ad andare da Joey che sta per essere ucciso da Krueger, alla discarica dove Freddy è stato sepolto, Neil e Donald dissotterrano lo scheletro del killer e iniziano a benedirlo con dell'acqua santa e un crocifisso così Freddy, avvertendo che il suo corpo è disturbato, lascia il mondo dei sogni per andare a possedere il proprio scheletro. Mentre Freddy è distratto dal possedere il suo scheletro, ferisce Donald - facendolo infilzare da un frammento di una macchina - e tramortire Neil, all'ospedale psichiatrico Joey riesce a liberare i propri poteri; è così che quando Freddy torna dai guerrieri del sogno Joey riesce a eliminarlo.
Poco dopo Donald raggiunge Nancy e l'abbraccia assicurandole che Freddy non tornerà più ma, improvvisamente, Donald si rivela essere Freddy e riesce a trafiggerla col suo guanto per poi avventarsi su Kristen ma Nancy, che è ancora in vita, pugnala Freddy con il suo stesso guanto proprio mentre Neil, ripreso i sensi, riesce a purificare le ossa di Freddy, che viene divorato dalla luce morendo. Mentre Nancy muore a causa delle ferite, Kristen riesce a svegliarsi portando con sé anche Joey e Roland.
Durante il funerale di Nancy, Neil trova la lapide di Amanda Krueger scoprendo che lei e suor Mary Helena sono la stessa persona. La sera Neil va a dormire con la bambola malese regalata quella sera da Nancy e la casa di cartapesta costruita da Kristen nella stanza e, improvvisamente, una delle finestre della casetta si illumina dall'interno, insinuando il dubbio che Freddy non sia del tutto sconfitto.

## Produzione
Il film è prodotto da Robert Shaye della New Line Cinema.
Non volendo che il suo film si evolvesse in un franchise, Wes Craven, che aveva scritto e diretto il primo film, non partecipò al secondo film ma, a causa dell'immensa insoddisfazione per Nightmare 2 - La rivincita, firmò per co-scrivere la sceneggiatura del terzo capitolo con l'intenzione di porre fine alla serie. Tuttavia, il successo di questo terzo film spinse la New Line Cinema a continuare la serie.  Dato che Craven, non era disponibile per la regia, in quanto impegnato nelle riprese di Dovevi essere morta, essa fu affidata a Chuck Russell.
La prima idea di Craven per il film prevedeva che Freddy Krueger invadesse il mondo reale perseguitando gli attori che giravano un nuovo sequel di Nightmare ma la New Line Cinema rifiutò l'idea che, però, anni dopo, verrà portato sullo schermo in Nightmare - Nuovo incubo.
Nel documentario Never Sleep Again: The Elm Street Legacy, il regista Chuck Russell afferma che la sceneggiatura originale di Craven era più oscura e blasfema di quella che poi fu approvata dalla New Line Cinema.
Una delle scene più memorabili del film è la sequenza che si svolge nella discarica durante il climax del film; la sequenza della sfasciacarrozze e il set stesso sono opera dell'art director Mick Strawn.
Durante la produzione del film, come svelato in un'intervista rilasciata alla rivista Fangoria da Robert Englund, il guanto artigliato originale di Freddy Krueger fu rubato durante le riprese.

## Casting
Patricia Arquette stava per essere sostituita poco prima dell'inizio della produzione, ma Chuck Russell intervenne e convinse i produttori a tenerla.
Fu dato a Dick Cavett l'opportunità di scegliere chi sarebbe apparso nel suo show per esser massacrato da Freddy e lui scelse Zsa Zsa Gabor ; secondo Robert Englund, tutte le reazioni e i dialoghi di Zsa Zsa Gabor sono stati completamente improvvisati.

## Distribuzione

### Data di uscita
Il film venne distribuito in varie nazioni, fra cui:
- Stati Uniti d'America: A Nightmare on Elm Street 3: Dream Warriors, il 27 febbraio 1987
- Italia: Nightmare 3 - I guerrieri del sogno, il 16 aprile 1987.
- Francia: Freddy 3 - Les griffes du cauchemar, il 17 giugno 1987
- Finlandia: Painajainen Elm Streetillä 3 - Unien soturit, il 24 luglio 1987
- Australia: A Nightmare on Elm Street 3: Dream Warriors, il 27 agosto 1987
- Germania: Nightmare 3 - Freddy lebt, il 7 gennaio 1988
- Svezia: Terror på Elm Street 3, il 9 settembre 1988
- Polonia: Koszmar z ulicy Wiazów 3: Wojownicy snów, il 19 novembre 2008

## Colonna sonora
I Dokken parteciparono con due brani: 
- Dream Warriors, inedito
- Into the Fire

## Accoglienza

### Incassi
Il film costò circa 5.000.000$ e incassò negli Stati Uniti d'America 8.880.555$ solo nel primo week-end e 44.793.222$ in totale. Il noleggio del film negli Stati Uniti d'America ha fatto incassare 21.345.000$.

### Critica
Su Rotten Tomatoes il film ha un indice di gradimento del 68% basato su 62 recensioni, con una valutazione media di 5,8/10. Il consenso della critica del sito recita: «"Nightmare 3 - I guerrieri del sogno" offre una ripresa fantasiosa e sorprendentemente soddisfacente per un franchise che già cominciava a soccombere ai sequel».

### Riconoscimenti
- Saturn Awards del 1988:
  - Miglior Film Horror (nomination)
  - Miglior Make-up (nomination)
  - Miglior Attore non protagonista: Robert Englund (nomination)

## Altri media
Su questo film è basato il videogioco A Nightmare on Elm Street uscito nel 1989 per Commodore 64 e PC.

## Merchandise
La Fright-Rags ha commercializzato diverse edizioni limitate di linee di abbigliamento a tema Guerrieri del sogno.